# Haageocereus decumbens
Haageocereus decumbens är en kaktusväxtart som först beskrevs av Vaupel, och fick sitt nu gällande namn av Curt Backeberg. Haageocereus decumbens ingår i släktet Haageocereus och familjen kaktusväxter. Inga underarter finns listade i Catalogue of Life.